# Symplectoscyphus magellanicus
Symplectoscyphus magellanicus is een hydroïdpoliep uit de familie Sertulariidae. De poliep komt uit het geslacht Symplectoscyphus. Symplectoscyphus magellanicus werd in 1890 voor het eerst wetenschappelijk beschreven door Marktanner-Turneretscher. 